# Lipàrids

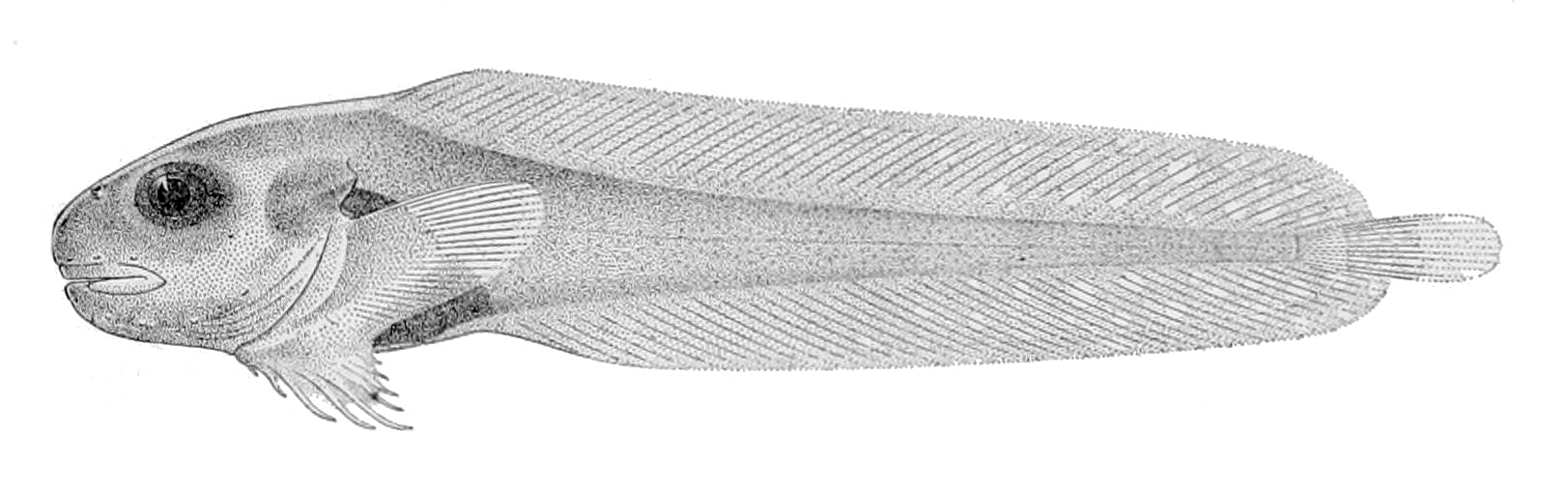
Careproctus attenuatus

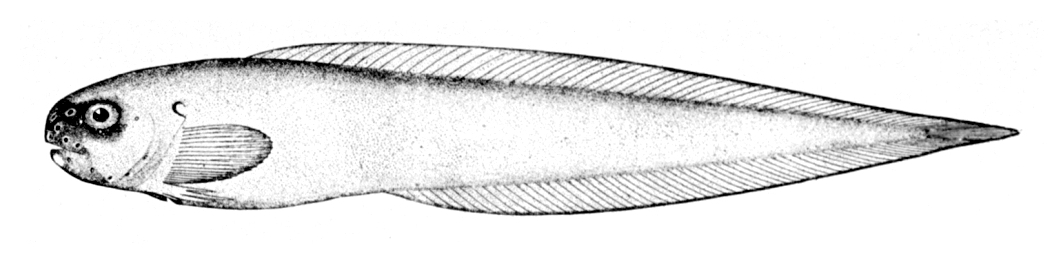
Paraliparis copei

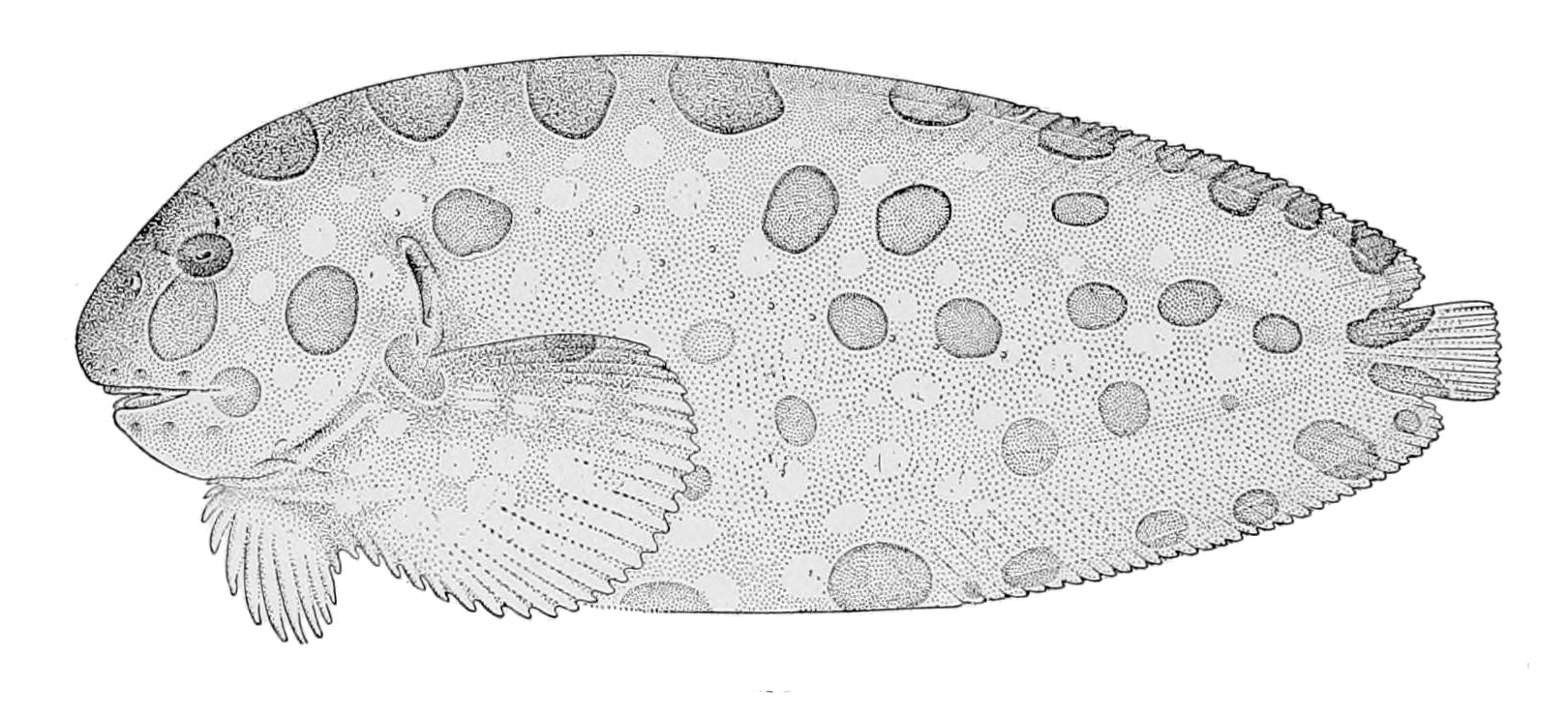
Crystallichthys cyclospilus

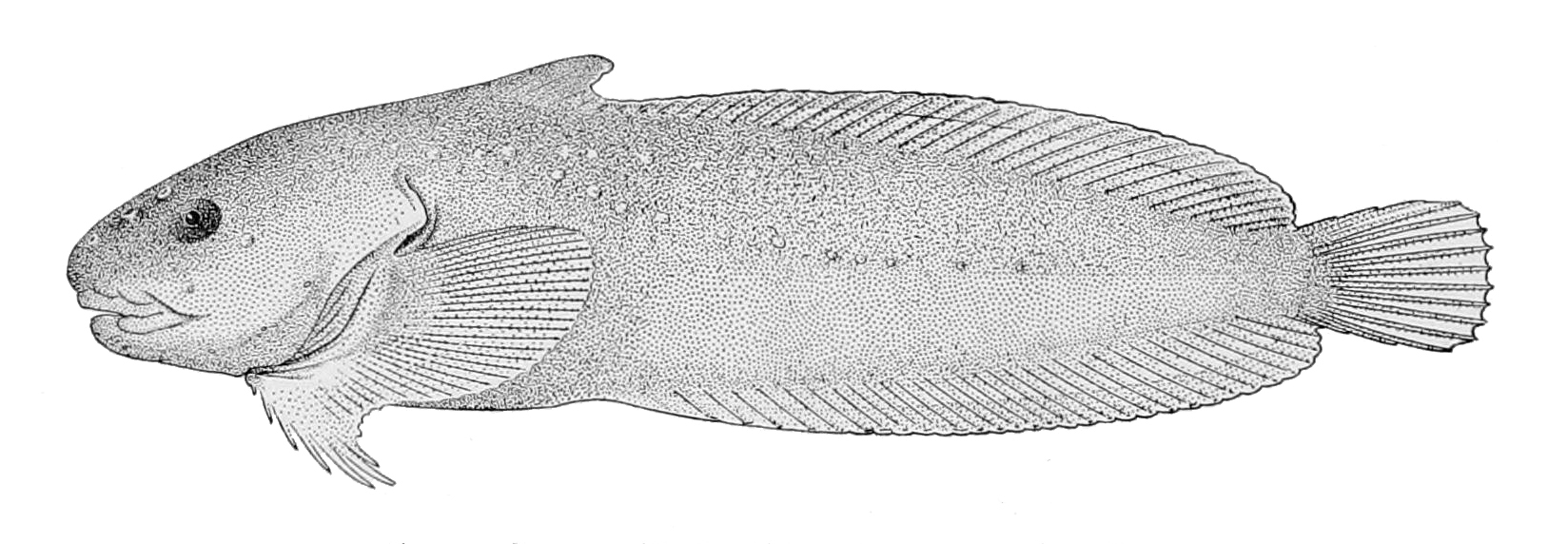
Liparis greeni

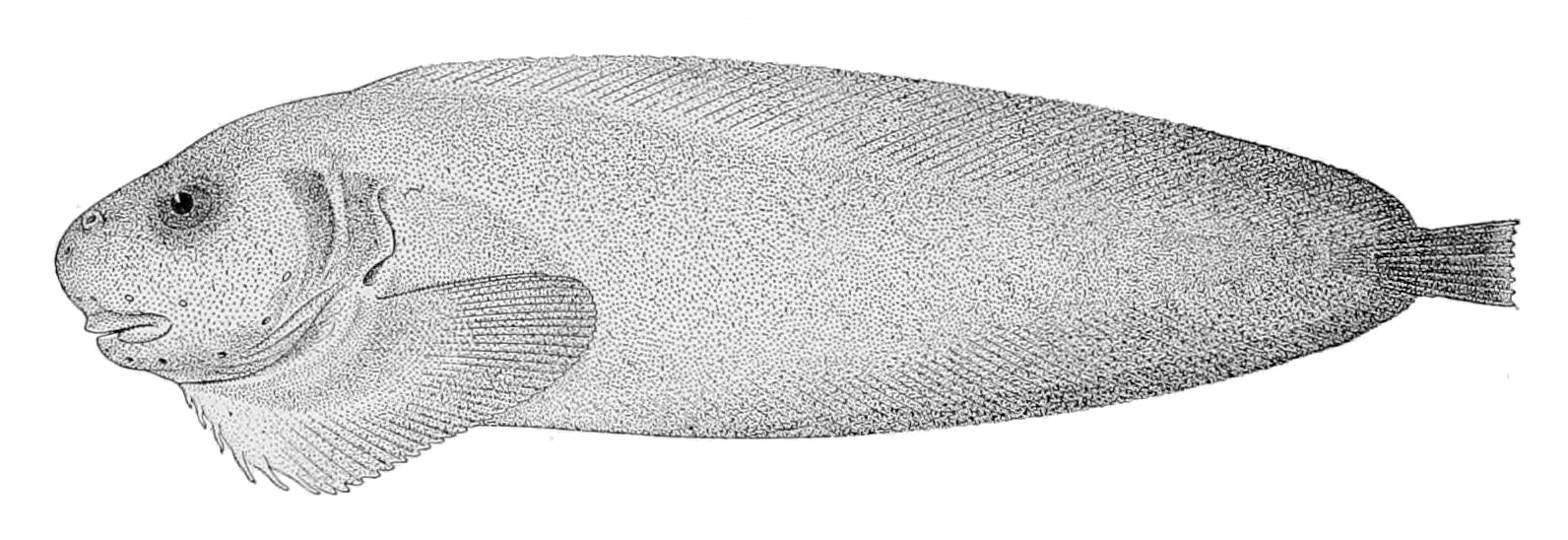
Careproctus furcellus

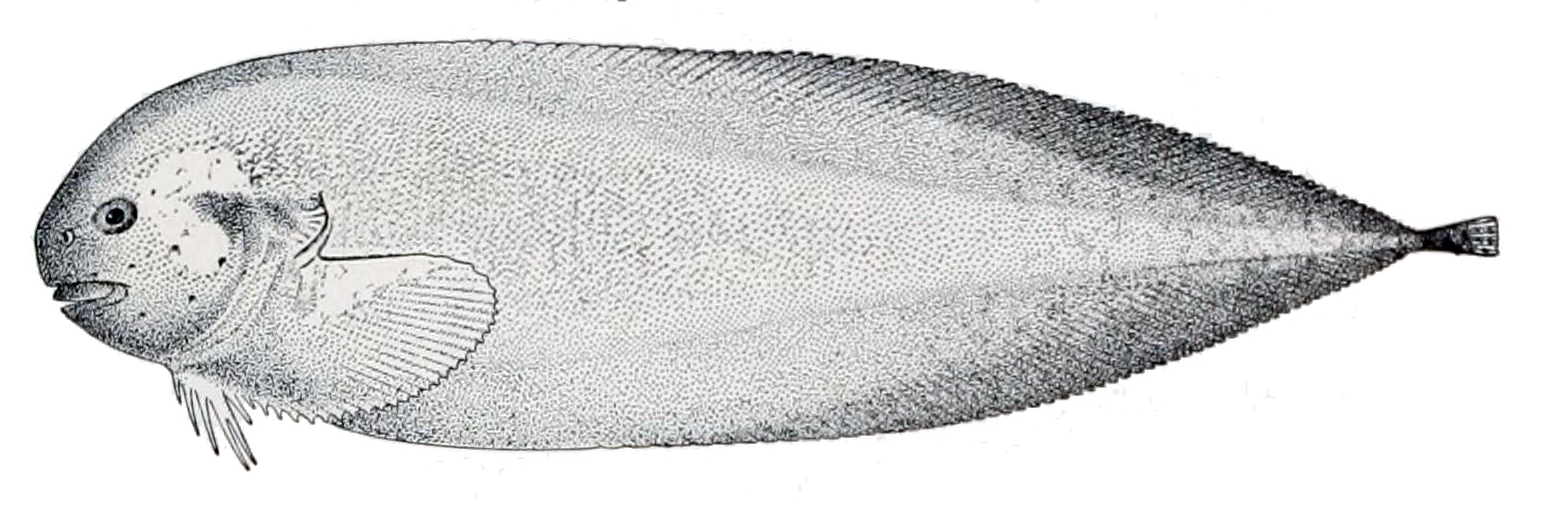
Elassodiscus tremebundus

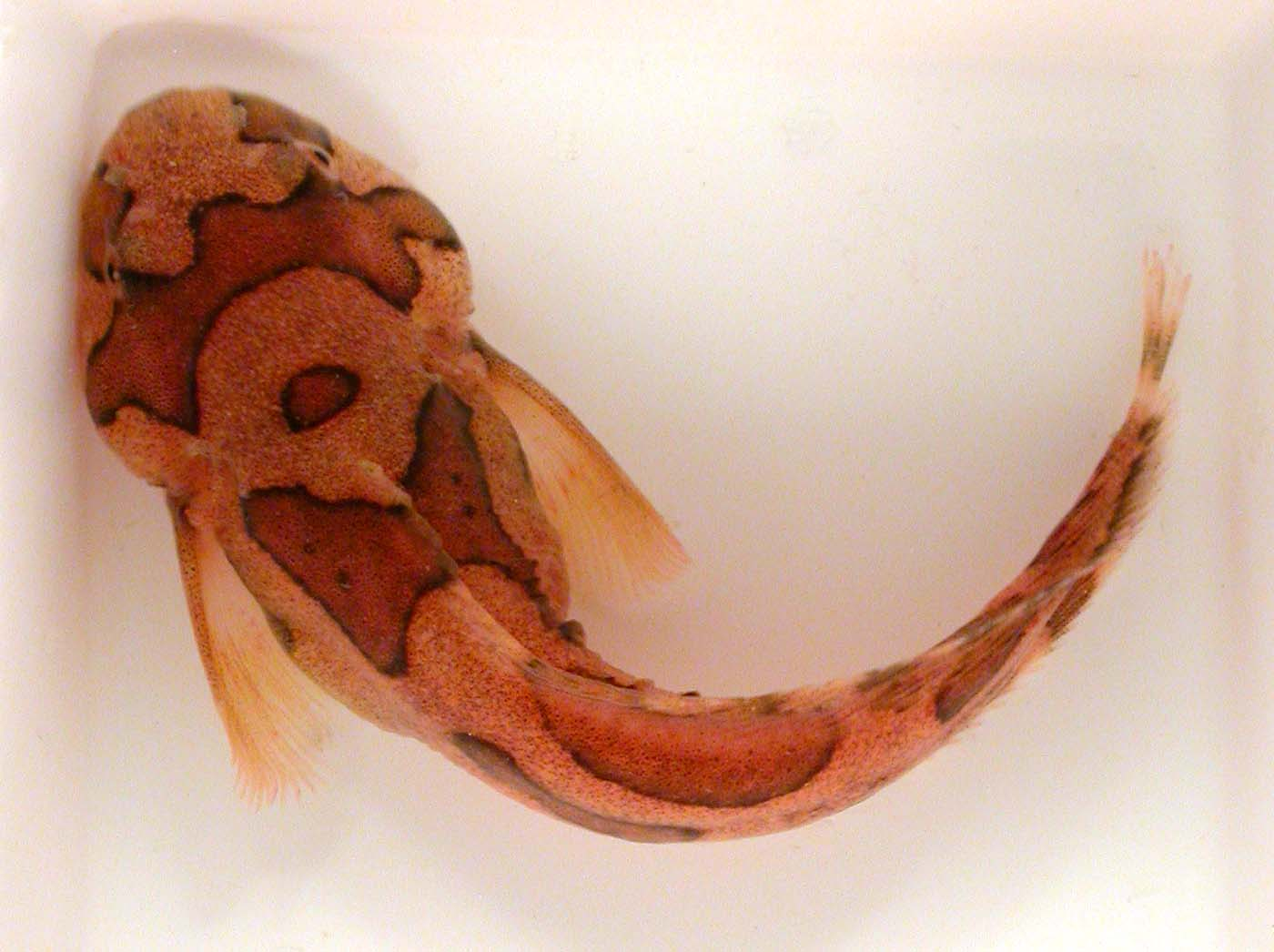
Liparis marmoratus

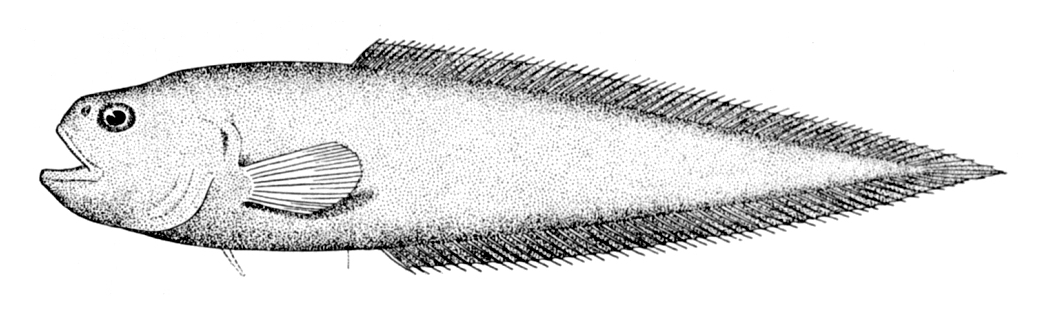
Paraliparis edwardsi

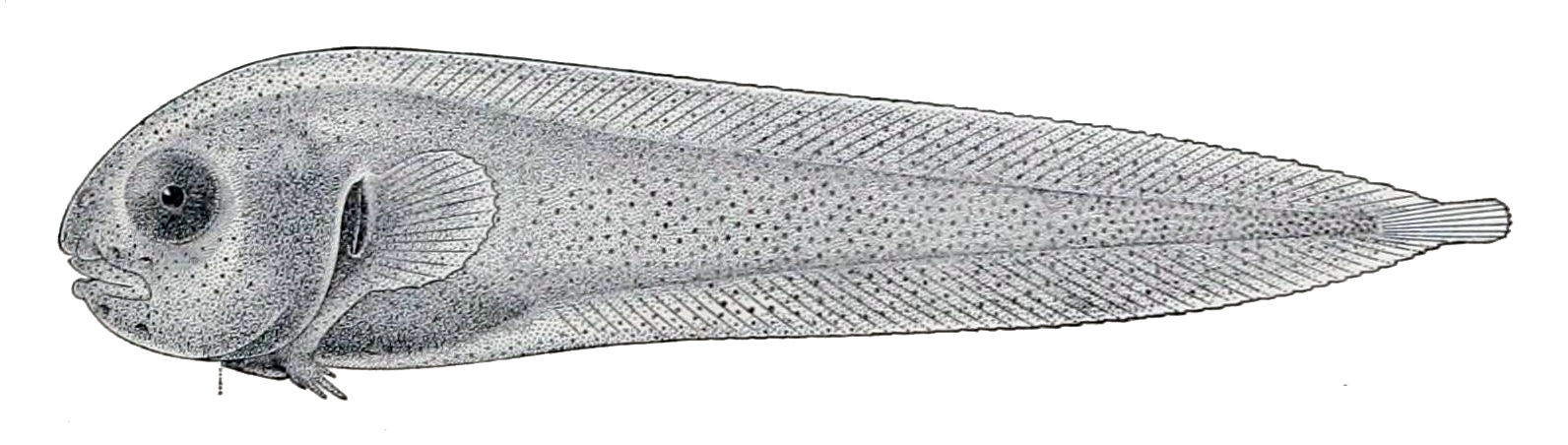
Nectoliparis pelagicus

Els lipàrids (Liparidae) són una família de peixos teleostis marins de l'ordre dels escorpeniformes.

## Etimologia
Del grec liparos (greix).

## Descripció
L'espècie de més llargària fa al voltant de 50 cm. Cos allargat i gelatinós. Cap gros i ulls petits. Pell separada de la capa muscular per un teixit mucós força desenvolupat. Tenen un disc derivat de les aletes ventrals que, secundàriament, poden perdre. Absència de bufeta natatòria i, en general, d'escates. Línia lateral reduïda a la part cefàlica del cos. Part postcefàlica amb només 1 o 2 porus ben desenvolupats. Entre 5 i 6 radis branquiostegals. Tant l'aleta dorsal com l'anal són llargues i poden incloure la caudal. Aleta pectoral de base força ampla i, de vegades, dividida en un lòbul dorsal i un altre de ventral. Entre 38 i 86 vèrtebres.

## Reproducció
Algunes espècies es reprodueixen tot l'any, mentre que d'altres només ho fan durant una època determinada.

## Alimentació
Mengen bàsicament petits crustacis bentònics, mol·luscs, poliquets i d'altres invertebrats. Algunes espècies també es nodreixen de peixos.

## Hàbitat
La major part de les seues espècies són bentòniques i algunes són capaces de viure a més de 7.000 m de fondària. Així, per exemple, l'octubre del 2008, un equip de científics de la Gran Bretanya i el Japó va descobrir exemplars de Pseudoliparis amblystomopsis a una profunditat de 7.700 m a la fossa del Japó.

## Distribució geogràfica
Es troba des de l'Àrtic fins a l'Antàrtic, l'Atlàntic (incloent-hi la Mediterrània, on viuen dues espècies del gènere Paraliparis: Paraliparis leptochirus i Paraliparis murielis) i el Pacífic.

## Gèneres
- Acantholiparis (Gilbert & Burke, 1912)
  - Acantholiparis caecus (Grinols, 1969)
  - Acantholiparis opercularis (Gilbert & Burke, 1912)
- Allocareproctus (Pitruk & Fedorov, 1993)
- Careproctus (Krøyer, 1862)
- Crystallias (Jordan & Snyder, 1902)
  - Crystallias matsushimae (Jordan & Snyder, 1902)
- Crystallichthys (Jordan & Gilbert, 1898)
  - Crystallichthys cameliae (Nalbant, 1965)
  - Crystallichthys cyclospilus (Gilbert & Burke, 1912)
  - Crystallichthys mirabilis (Jordan & Gilbert, 1898)
- Edentoliparis (Andriàixev, 1990)
  - Edentoliparis terraenovae (Regan, 1916)
- Eknomoliparis (Stein, Meléndez C. & Kong U., 1991)
  - Eknomoliparis chirichignoae (Stein, Meléndez C. & Kong U., 1991)
- Elassodiscus (Gilbert & Burke, 1912)
  - Elassodiscus caudatus (Gilbert, 1915)
  - Elassodiscus obscurus (Pitruk & Fedorov, 1993)
  - Elassodiscus tremebundus (Gilbert & Burke, 1912)
- Eutelichthys (Tortonese, 1959)
  - Eutelichthys leptochirus (Tortonese, 1959)
- Genioliparis (Andriàixev & Neyelov, 1976)
  - Genioliparis ferox (Stein, 1978)
  - Genioliparis kafanovi (Balushkin & Voskoboinikova, 2008)
  - Genioliparis lindbergi (Andriàixev & Neyelov, 1976)
- Gyrinichthys (Gilbert, 1896)
  - Gyrinichthys minytremus (Gilbert, 1896)
- Liparis (Scopoli, 1777)
- Lipariscus (Gilbert, 1915)
  - Lipariscus nanus (Gilbert, 1915)
- Lopholiparis (Orr, 2004)
  - Lopholiparis flerxi (Orr, 2004)
- Menziesichthys
  - Menziesichthys bacescui (Nalbant & Mayer, 1971)
- Nectoliparis (Gilbert & Burke, 1912)
  - Nectoliparis pelagicus (Gilbert & Burke, 1912)
- Notoliparis (Andriàixev, 1975)
- Odontoliparis (Stein, 1978)
  - Odontoliparis ferox (Stein, 1978)
- Osteodiscus (Stein, 1978)
  - Osteodiscus andriashevi (Pitruk & Fedorov, 1990)
  - Osteodiscus cascadiae (Stein, 1978)
- Palmoliparis (Balushkin, 1996)
  - Palmoliparis beckeri (Balushkin, 1996)
- Paraliparis (Collett, 1879)
- Polypera (Burke, 1912)
  - Polypera simushirae (Gilbert & Burke, 1912)
- Praematoliparis (Andriàixev, 2003)
  - Praematoliparis anarthractae (Stein & Tompkins, 1989)
- Prognatholiparis (Orr & Busby, 2001)
  - Prognatholiparis ptychomandibularis (Orr & Busby, 2001)
- Psednos (Barnard, 1927)
- Pseudoliparis (Andriàixev, 1955)
  - Pseudoliparis amblystomopsis (Andriàixev, 1955)
  - Pseudoliparis belyaevi (Andriàixev & Pitruk, 1993)
- Pseudonotoliparis (Pitruk, 1991)
  - Pseudonotoliparis rassi (Pitruk, 1991)
- Rhinoliparis (Gilbert, 1896)
  - Rhinoliparis attenuatus (Burke, 1912)
  - Rhinoliparis barbulifer (Gilbert, 1896)
- Rhodichthys (Collett, 1879)
  - Rhodichthys regina (Collett, 1879)
- Squaloliparis (Pitruk & Fedorov, 1993)
  - Squaloliparis dentatus (Kido, 1988)
- Temnocora
  - Temnocora candida (Gilbert & Burke, 1912)[6][7][8][9]

## Ús comercial
No en tenen cap.